# Villers-le-Rond
Villers-le-Rond is een gemeente in het Franse departement Meurthe-et-Moselle (regio Grand Est) en telt 96 inwoners (2009).
De gemeente maakt deel uit van het arrondissement Briey en sinds 22 maart 2015 van het kanton Mont-Saint-Martin. Daarvoor hoorde het bij het kanton Longuyon in hetzelfde arrondissement.

## Geografie
De oppervlakte van Villers-le-Rond bedraagt 4,5 km², de bevolkingsdichtheid is dus 21,3 inwoners per km².
Het plaatsje ligt aan de Othain.

## Demografie
Onderstaande figuur toont het verloop van het inwonertal (bron: INSEE-tellingen).